# Сборная Португалии по регби
Сборная Португалии по регби представляет Португалию в международных матчах и соревнованиях по регби-15 высшего уровня. Свой первый в истории матч португальцы провели в 1935 году против испанских соседей. Матч завершился в пользу испанцев (6:5). Сейчас сборная Португалии выступает в Европейском кубке наций. Руководящим органом сборной выступает Федерация регби Португалии. В 2007 году португальцы смогли впервые квалифицироваться для участия в чемпионате мира, где играли в одной группе с новозеландцами, итальянцами, румынами и шотландцами. Команда известна под прозвищем Os Lobos, что в переводе с португальского означает «волки».
В последние годы португальское регби активно развивается. В сезоне 2003/04 португальцы преподнесли сюрприз, став победителями кубка наций. Впрочем, в сезоне 2005/06 пиренейцы стали лишь третьими. Португальские регбисты также демонстрируют высокий уровень игры в регби-7. В 2006 году португальские регбийные институты получили грант от Международного совета регби. Предполагалось, что финансирование поможет Португалии получить статус команды второго яруса IRB. Согласно новой классификации, португальская команда входит в категорию «Перфоманс» для стран, имеющих опыт выступления на чемпионатах мира, однако пока не являющихся лидерами мирового регби.

## История

### Ранние годы
Первая встреча Португалии состоялась в апреле 1935 года против Испании и завершилась победой испанцев 6:5. Через год Испания во второй встрече с португальцами победила 16:9. Португальцы возобновили регулярные матчи в 1960-е годы и победили Испанию 9:3 в 1966 году. В 1967 году португальцы впервые сыграли против Италии, уступив 6:3, а также впервые провели матч против Румынии и проиграли с разницей в 40 очков. В 1968 году ими была обыграна Бельгия, а в том же году состоялась первая встреча с Марокко.
В 1970 году португальцы в первом своём матче за год сыграли вничью с Нидерландами, а в 1972 году сыграли нулевую ничью против Италии, обыграв через год итальянцев 9:6. После череды побед и неудач португальцы выдали победную серию из пяти встреч в 1979—1981 годах, которую прервали марокканцы. В 1983 году после ничьи против Испании португальцы выдали ещё одну серию, но уже из семи побед с 1984 по 1985 годы. Поверженными оказались команды Бельгии, Дании, Марокко, Чехословакии, Польши и Зимбабве. На первый чемпионат мира 1987 года португальцы не были приглашены.

### 1990-е годы
В октябре 1989 года португальцы дебютировали в отборе на чемпионат мира 1991 года, победив в раунде 2B команду Чехословакии 15:13, но проиграли в раунде 2C нидерландской сборной 3:32 и вылетели из отбора. В 1995 году в первом раунде группы Запад европейской зоны отбора португальцы победили Бельгию и Швейцарию, уступив Испании, и вышли во второй раунд, где проиграли и испанцам, и Уэльсу, выбыв из дальнейшей борьбы. В 1999 году португальцы играли в группе 3 раунда B европейской зоны отбора на чемпионат мира. Португалия обыграла всех, кроме испанцев, и вышла в группу 3 раунда C, где опять проиграла и Шотландии (11:85), и Испании (17:21). Испанцы и шотландцы вышли напрямую на чемпионат мира, а португальцы отправились в утешительный турнир, где по сумме двух встреч проиграли Уругваю и снова пропустили чемпионат мира.

### 2000-е годы
В 2002 году команда Португалии начала очередную квалификацию на чемпионат мира 2003 года в группе A в раунде 3. Португальцы с одной победой и одним поражением заняли 2-е место и не прошли дальше, уступив Испании. В сезоне 2003/2004 Португалия впервые выиграла Кубок Европейских наций, уступив всего один раз, а тренер сборной Томаш Мораиш неожиданно был номинирован на премию лучшего тренера года по версии IRB — подобного прежде не случалось ни с одной сборной из 3-го яруса. В дальнейшем Мораишу доверили работать с командой и в последующие годы. В 2006 году Португалии предоставили грант от IRB на развитие регбийной инфраструктуры — и в том же году в стране прошёл Кубок наций IRB с участием сборных Португалии, России, Аргентины и Италии.

#### Чемпионат мира 2007

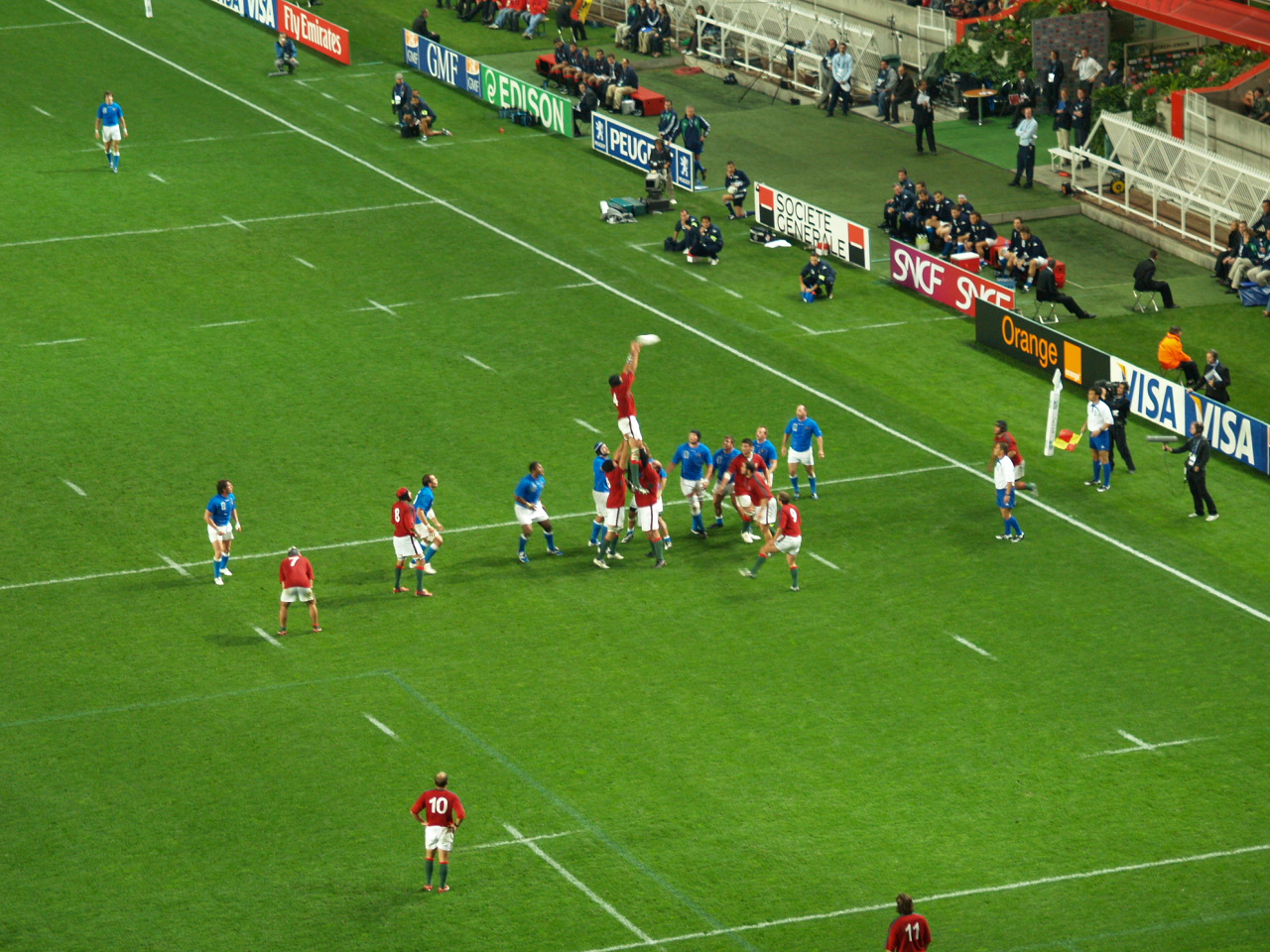
Матч Португалия — Италия на чемпионате мира 2007 года

Историческим моментом для Португалии стал отбор на чемпионат мира 2007 года — в дивизионе 1 Кубка Европейских наций сезона 2004/2006 португальцы начали свою квалификацию, победив Украину 36:6 в первом матче, обыграв Грузию 18:14 во втором матче, сокрушив в третьем матче Чехию и затем обыграв Россию. Но позже португальцы проиграли Румынии обе встречи, одну встречу Грузии и свели вничью матч с Россией. Победа над Чехией закрепила португальцев на 3-м месте, и команда вышла в 5-й раунд отбора. В октябре 2006 года Португалия сыграла с Россией и Италией — Италия уверенно выиграла раунд, победив обоих своих противников и квалифицировавшись, а Португалия в решающем матче с Россией победила 26:23 и перешла в 6-й раунд, где играла двухматчевую серию с Грузией, выигравшей группу B 5-го раунда. По сумме двух встреч грузины вышли в финальную часть, а португальцам пришлось играть утешительный турнир за последнюю путёвку. В полуфинале утешительного турнира португальцы прошли сборную Марокко 26:20. В финале они столкнулись со сборной Уругвая — в первом матче в Лиссабоне португальцы победили 12:5, в ответной встрече Уругвай победил 18:12, но по сумме двух встреч португальцы выиграли 24:23 и вышли на чемпионат мира. Празднования ознаменовались арестом нескольких игроков сборной Португалии силами уругвайской полиции за слишком буйную реакцию на победу, однако ни к кому обвинения не были предъявлены и игроков спокойно отпустили.
В финальной пульке команда попала в группу C к сборным Новой Зеландии, Италии, Румынии и Шотландии. Среди всех сборных чемпионата мира 2007 года Португалия стала единственной командой, составленной исключительно из любителей и не насчитывавшей ни одного профессионала. Португалия проиграла все 4 матча группового этапа, но при этом смогла взять бонусное очко в игре с Италией, занести попытку в ворота Новой Зеландии и даже какое-то время вела в счёте против Румынии, прежде чем проиграть 10:14. Более того, Португалия хотя бы раз набрала очки в каждом из четырёх матчей — Шотландия и Румыния минимум один раз проиграли «всухую». Команда удостоилась похвалы от прессы за отдачу в каждом матче.

### С 2008 года
После чемпионата мира ряд игроков Португалии перешёл в профессиональные клубы, что стало плюсом для развития национального регби, но из команды одновременно ушли завершившие карьеру Жоаким Феррейра, Павлу Муринеллу и Руй Кордейру. В 2008 году на Кубке Европейских наций португальцы обыграли только Чехию, заняв 5-е место — последний раз так низко команда опускалась в 2002 году. 1 ноября 2008 года они уступили команде Канады 13:21 в товарищеском тест-матче, после чего Томаш Мораиш назначил себе в помощники новозеландского тренера Мюррея Хендерсона.
На чемпионат мира 2011 года Португалия не отобралась: проиграв дома Грузии 16:10 и Румынии 9:20, португальцы победили в гостях Румынию 22:21, но этого не хватило даже на 3-е место, дающее право на межконтинентальные стыковые матчи в утешительном турнире. В октябре 2010 года Томаш Мораиш подал в отставку, его преемником стал новозеландец Эррол Брэйн, который проработал 3 года, сочетая мощные победы с провалами. Брэйна сменил участник чемпионата мира 2007 года Фредерику Соуза. В сезоне 2015/2016 в дивизионе 1А португальцы потерпели поражение от Германии и вылетели в дивизион ниже.

## Рекорды

### Европейский кубок наций
| Сезон   | Игры | Победы | Ничьи | Поражения | Набранние очки | Пропущенние очки | Разница | Очки | Место |
| ------- | ---- | ------ | ----- | --------- | -------------- | ---------------- | ------- | ---- | ----- |
| 2000    | 5    | 2      | 0     | 3         | 74             | 100              | -26     | 9    | 5-е   |
| 2001    | 5    | 1      | 0     | 4         | 77             | 165              | -88     | 7    | 5-е   |
| 2001-02 | 10   | 3      | 0     | 7         | 170            | 295              | -125    | 16   | 5-е   |
| 2003-04 | 10   | 9      | 0     | 1         | 245            | 180              | +65     | 28   | 1-е   |
| 2004-06 | 10   | 6      | 1     | 3         | 193            | 173              | +20     | 23   | 3-е   |
| 2006-08 | 10   | 3      | 0     | 7         | 174            | 196              | -22     | 16   | 5-е   |
| 2008-10 | 5    | 3      | 1     | 1         | 124            | 84               | +40     | 12   | 3-е   |
| 2008-10 | 5    | 2      | 0     | 3         | 131            | 65               | +66     | 9    | 4-е   |
| 2010-12 | 5    | 3      | 0     | 2         | 113            | 98               | +15     | 14   | 3-е   |
| 2010-12 | 5    | 1      | 0     | 4         | 102            | 132              | -30     | 7    | 5-е   |
| 2012-14 | 5    | 1      | 1     | 3         | 75             | 96               | -21     | 7    | 4-е   |
| 2012-14 | 5    | 1      | 0     | 4         | 70             | 126              | -56     | 5    | 5-е   |
| 2014-16 | 5    | 1      | 0     | 4         | 52             | 100              | -48     | 5    | 5-е   |
| 2014-16 | 5    | 0      | 0     | 5         | 72             | 210              | -138    | 1    | 6-е*  |

Примечания:
- Последнее место Португалии в сезоне 2015-16 года в группе ЭНК 1А означает, что они отнесены к подклассу 1В на следующий год.

### Чемпионат мира
| Чемпионат мира | Чемпионат мира         | Чемпионат мира         | Чемпионат мира         | Чемпионат мира         | Чемпионат мира         | Чемпионат мира         | Чемпионат мира         | Чемпионат мира         |    | Квалификация | Квалификация | Квалификация | Квалификация | Квалификация | Квалификация | Квалификация |
| Год            | Итог                   | И                      | В                      | Н                      | П                      | О+                     | 0-                     | +/−                    | И  | В            | Н            | П            | О+           | 0-           | +/−          |              |
| -------------- | ---------------------- | ---------------------- | ---------------------- | ---------------------- | ---------------------- | ---------------------- | ---------------------- | ---------------------- | -- | ------------ | ------------ | ------------ | ------------ | ------------ | ------------ | ------------ |
| 1987           | не приглашены          | не приглашены          | не приглашены          | не приглашены          | не приглашены          | не приглашены          | не приглашены          | не приглашены          | —  | —            | —            | —            | —            | —            | —            |              |
| 1991           | не прошли квалификацию | не прошли квалификацию | не прошли квалификацию | не прошли квалификацию | не прошли квалификацию | не прошли квалификацию | не прошли квалификацию | не прошли квалификацию | 2  | 1            | 0            | 1            | 18           | 45           | -27          |              |
| 1995           | не прошли квалификацию | не прошли квалификацию | не прошли квалификацию | не прошли квалификацию | не прошли квалификацию | не прошли квалификацию | не прошли квалификацию | не прошли квалификацию | 5  | 2            | 0            | 3            | 85           | 177          | -92          |              |
| 1999           | не прошли квалификацию | не прошли квалификацию | не прошли квалификацию | не прошли квалификацию | не прошли квалификацию | не прошли квалификацию | не прошли квалификацию | не прошли квалификацию | 6  | 3            | 0            | 3            | 153          | 139          | 14           |              |
| 2003           | не прошли квалификацию | не прошли квалификацию | не прошли квалификацию | не прошли квалификацию | не прошли квалификацию | не прошли квалификацию | не прошли квалификацию | не прошли квалификацию | 2  | 1            | 0            | 1            | 60           | 60           | 0            |              |
| 2007           | групповой этап         | 4                      | 0                      | 0                      | 4                      | 38                     | 209                    | -171                   | 18 | 10           | 2            | 6            | 283          | 362          | -79          |              |
| 2011           | не прошли квалификацию | не прошли квалификацию | не прошли квалификацию | не прошли квалификацию | не прошли квалификацию | не прошли квалификацию | не прошли квалификацию | не прошли квалификацию | 10 | 5            | 1            | 4            | 255          | 149          | 106          |              |
| 2015           | не прошли квалификацию | не прошли квалификацию | не прошли квалификацию | не прошли квалификацию | не прошли квалификацию | не прошли квалификацию | не прошли квалификацию | не прошли квалификацию | 10 | 2            | 1            | 7            | 145          | 222          | -77          |              |
| Всего          | 1/7                    | 4                      | 0                      | 0                      | 4                      | 38                     | 209                    | -171                   | 53 | 24           | 4            | 25           | 999          | 1154         | -155         |              |

## Результаты
Обновление: 20. 05. 2017 года.
| Соперник              | Игры | Победы | Поражения | Ничьи | Процент побед |
| --------------------- | ---- | ------ | --------- | ----- | ------------- |
| Андорра               | 3    | 3      | 0         | 0     | 100 %         |
| Аргентина-2           | 4    | 1      | 3         | 0     | 25 %          |
| «Барберианс»          | 1    | 0      | 1         | 0     | 0 %           |
| Бельгия               | 14   | 9      | 3         | 2     | 64.29 %       |
| Бразилия              | 2    | 2      | 0         | 0     | 100 %         |
| Канада                | 4    | 0      | 4         | 0     | 0 %           |
| Чили                  | 3    | 3      | 0         | 0     | 100 %         |
| Чехия                 | 8    | 8      | 0         | 0     | 100 %         |
| Чехословакия          | 2    | 2      | 0         | 0     | 100 %         |
| Дания                 | 2    | 2      | 0         | 0     | 100 %         |
| Англия-2              | 1    | 0      | 1         | 0     | 0 %           |
| Фиджи                 | 2    | 0      | 2         | 0     | 0 %           |
| Франция-2             | 3    | 0      | 3         | 0     | 0 %           |
| Грузия                | 20   | 4      | 14        | 2     | 20 %          |
| Германия              | 7    | 5      | 2         | 0     | 71.43 %       |
| Гонконг               | 1    | 0      | 1         | 0     | 0 %           |
| Италия                | 12   | 1      | 10        | 1     | 8.33 %        |
| Италия-2              | 2    | 0      | 1         | 1     | 0 %           |
| Япония                | 1    | 0      | 1         | 0     | 0 %           |
| Кения                 | 1    | 0      | 1         | 0     | 0 %           |
| Молдова               | 1    | 1      | 0         | 0     | 100 %         |
| Марокко               | 14   | 7      | 5         | 2     | 50 %          |
| Намибия               | 7    | 2      | 5         | 0     | 28.57 %       |
| Нидерланды            | 13   | 9      | 3         | 1     | 69.23 %       |
| Новая Зеландия        | 1    | 0      | 1         | 0     | 0 %           |
| Польша                | 8    | 5      | 3         | 0     | 62.5 %        |
| Румыния               | 23   | 3      | 20        | 0     | 13.04 %       |
| Россия                | 19   | 5      | 13        | 1     | 26.32 %       |
| Шотландия             | 1    | 0      | 1         | 0     | 0 %           |
| Шотландия-2           | 1    | 0      | 1         | 0     | 0 %           |
| Испания               | 36   | 10     | 24        | 2     | 27.78 %       |
| South Africa Amateurs | 1    | 0      | 1         | 0     | 0 %           |
| СССР                  | 2    | 0      | 2         | 0     | 0 %           |
| Швеция                | 2    | 2      | 0         | 0     | 100 %         |
| Швейцария             | 5    | 5      | 0         | 0     | 100 %         |
| Тонга                 | 1    | 0      | 1         | 0     | 0 %           |
| Тунис                 | 9    | 3      | 6         | 0     | 33.33 %       |
| Украина               | 5    | 4      | 1         | 0     | 80 %          |
| США                   | 2    | 0      | 2         | 0     | 0 %           |
| Уругвай               | 10   | 3      | 7         | 0     | 30 %          |
| Югославия             | 3    | 2      | 0         | 1     | 66.67 %       |
| Уэльс                 | 1    | 0      | 1         | 0     | 0 %           |
| ФРГ                   | 3    | 1      | 2         | 0     | 33.33 %       |
| Зимбабве              | 4    | 2      | 2         | 0     | 50 %          |
| Всего                 | 264  | 104    | 147       | 13    | 39,39 %       |

(*) Учтены матчи только против тестовых сборных.

## Текущий состав
Состав для игр в Уругвае и Чили в ноябре 2012 года.

## Все тренеры
| Имя              | Годы      | Игр | Выигрыши | Ничьи | Проигрыши | Процент побед |
| ---------------- | --------- | --- | -------- | ----- | --------- | ------------- |
| Эндрю Кашинг     | 1992—1994 | 12  | 2        | 0     | 10        | 17%           |
| Жуан Паулу Бесса | 1994—1999 | 25  | 12       | 1     | 12        | 50%           |
| Эван Кроуфорд    | 1999—2001 | 11  | 3        | 0     | 8         | 27%           |
| Томаш Мораиш     | 2001—2010 | 76  | 33       | 4     | 39        | 46%           |
| Эррол Брэйн      | 2010—2013 | 26  | 9        | 1     | 16        | 37%           |
| Фредерику Соуза  | 2013—2014 | 8   | 2        | 0     | 6         | 25%           |
| Жуан Луиш Пинту  | 2014—2015 | 7   | 2        | 0     | 5         | 29%           |
| Оливье Бараньон  | 2015—2016 | 3   | 1        | 0     | 2         | 33%           |
| Иан Смит         | 2016      | 5   | 0        | 0     | 5         | 0%            |
| Мартим Агиар     | 2016—2019 | 23  | 18       | 0     | 5         | 78%           |
| Патрис Лажиске   | 2019—н.в. | 4   | 3        | 0     | 1         | 75%           |